# Une petite française
Une petite française (A francesinha, em português) foi a canção que representou o Mónaco no Festival Eurovisão da Canção 1977, interpretado em francês por Michèle Torr. A canção tinha letra de Jean Albertini, música de Paul de Senneville e foi orquestrada por Yvon Rioland.
A canção é uma balada com Torr descrevendo-se como uma francesa normal, longe dos estereótipos de mulheres cosmopolitas associados àquele país. E a pergunta à audiência se ela devia ter deixado o seu país para uma carreira musical no estrangeiro. Torr foi uma das poucas artistas francófonas da década de 1970 a gravar uma versão em inglesa da sua canção
A canção monegasca foi a segunda a ser interpretada na noite do evento, a seguir à canção irlandesa e antes da canção holandesa De mallemolen interpretada por Heddy Lester. No final da votação a canção monegasca recebeu 96 pontos, classificando-se em quarto lugar (entre 18 países participantes).